# 多田宗太郎
多田 宗太郎（ただ そうたろう、文政7年11月28日（1825年1月16日） - 明治25年（1892年）2月5日）は、江戸時代から明治時代にかけての篤農家。世襲名は助右衛門。幼名は常太郎。通称は助右衛門。号は石翁・石竜。

## 生涯
文政7年11月28日（1825年1月16日）、阿波国勝浦郡小松島金磯村（現・徳島県小松島市）で生まれる。
文久2年（1862年）、金磯弁財天の丘陵上に弁天山砲台（8門を備え、周囲には火薬庫、兵舎、道具舎、射撃練習場等の施設）を築いて徳島藩に私費を投じ献上した。これにより後に士分（郷士格）に取り立てられた。明治2年（1869年）まで砲台の監守をつとめた。
大正8年（1919年）、正五位を追贈された。

## 豪農多田家と金磯新田
金磯町の近世の豪農多田家は農業と回船業を営んでいたが、この地域が堤防の外側にあり、しばしば洪水や高潮の被害を受け、人々を苦しめていた為、三代目助右衛門は元禄2年（1689年）、現在のJR南小松島駅から阿波赤石駅の北方までの区間の西側一帯の干拓、開拓を開始した。
助右衛門の意志は代々引き継がれたが、一時期は田畑や回船、自宅までも売り払ったという。しかし着実に進む開拓は徳島藩からも認められ、七代目助右衛門時には苗字帯刀が許され、九代目にして、150ヘクタール余りの新田が完成し、藩主が「金磯新田」と名づけたのである。
宮地堅磐（宮地水位)の禁厭秘辞の小松島皇大神宮と水位翁によると宗太郎は、多田家の宗旨を真言宗から神道に変えて神仙道を深く信奉したと伝えられている。